# Raión de Rzhev
El raión de Rzhev (ruso: Рже́вский райо́н) es un distrito administrativo (raión) ruso perteneciente a la óblast de Tver. Su forma de autogobierno local es desde 2022 la de ókrug municipal (Рже́вский муниципальный округ), albergando su territorio un único ayuntamiento con sede en la capital distrital homónima, que hasta 2022 no formaba parte del raión y se gobernaba como una unidad directamente subordinada a la óblast.
En 2021, sin incluir entonces a su capital, el raión tenía una población de 10 932 habitantes, que han pasado a ser más de sesenta mil con la incorporación a su territorio de la ciudad de Rzhev, que tenía aquel año 55 757 habitantes. Los más de diez mil habitantes del área rural se reparten en 389 localidades rurales, de las cuales las más pobladas son Joróshevo (de algo más de novecientos habitantes), Ésinka (con una población similar a la anterior) y Pobeda (de algo más de quinientos habitantes).
El raión se ubica en el sur de la óblast y limita al sur con la vecina óblast de Smolensk.